# Marie-Anne Chazel
Marie-Anne Chazel, född 19 september 1951 i Gap, Hautes-Alpes, Frankrike, är en fransk skådespelare. Hon var en av medlemmarna i "Café-théâtre"-gruppen Le Splendid. Chazel blev först känd på 1970-talet som semesterfiraren Gigi i filmerna Les bronzés och Les bronzés font du ski. Internationellt är hon främst känd för en av de större birollerna i filmen Visitörerna 1993.

## Filmografi, urval
- 1976 – En fluga i soppan (ej krediterad)
- 1978 – Les bronzés
- 1979 – Les bronzés font du ski
- 1982 – Le père Noël est une ordure
- 1985 – La vie dissolue de Gérard Floque
- 1989 – Asterix – bautastenssmällen (röst)
- 1989 – Mes meilleurs copains
- 1993 – Visitörerna
- 2011 – Brunnsgrävarens dotter
- 2013 – Marius
- 2013 – Fanny